# Jelle de Jong
Pour les articles homonymes, voir de Jong.
 (décembre 2018).
Si vous disposez d'ouvrages ou d'articles de référence ou si vous connaissez des sites web de qualité traitant du thème abordé ici, merci de compléter l'article en donnant les références utiles à sa vérifiabilité et en les liant à la section « Notes et références ».
Jelle de Jong, né en 1987 aux Pays-Bas, est un acteur et chanteur néerlandais.

## Filmographie

### Cinéma
- 2005 : Kameleon 2 (nl) : Ronnie Haan
- 2006 : De penvriendin : Stefan
- 2007 : Sahara : Student
- 2008 : Flikken Maastricht : Ludo Kleijster
- 2009 : S1NGLE (nl) : L'agent Dennis
- 2010 : 't Spaanse Schaep (nl) : Ronnie
- 2010 : Vreemd bloed (nl) : Kind
- 2011 : A'dam - E.V.A. (nl) : Gijsbrecht van Amstel
- 2011 : Walhalla : Melle Dekker
- 2011 : Alle tijd (nl)
- 2012 : Dokter Deen (nl) : Robbert van Buuren
- 2014 : Toen was geluk heel gewoon (nl) : Joost
- 2015 : Bagels & Bubbels (nl) : Peter, le travesti
- 2015 : Michiel de Ruyter : Hans Willem Bentinck
- 2016 : Sneekweek de Martijn Heijne : Thijs
- 2017 : Moordvrouw : Joeri van Loon

## Discographie

### Comédies musicales
- 1998 : Wuthering Heights
- 1999 : Oliver! : Joop van den Ende
- 2000 : Kruimeltje : Ruud de Graaf